# Paris–Luxemburg
Paris–Luxemburg oder Paris–Luxembourg ist ein ehemaliges Etappenrennen, das von 1963 bis 1970 zwischen Paris und Luxemburg ausgetragen wurde. Erster Sieger war 1963 Rudi Altig und Erik De Vlaeminck 1970 der Sieger der letzten Austragung. Eine Fortsetzung des Rennens 1971 scheiterte an fehlenden Genehmigungen der Behörden in Luxemburg.

## Ergebnis
| Jahr | Sieger            | Zweiter                | Dritter               |
| ---- | ----------------- | ---------------------- | --------------------- |
| 1963 | Rudi Altig        | Armand Desmet          | Raymond Poulidor      |
| 1964 | Rik Van Looy      | Jean Stablinski        | Edgard Sorgeloos      |
| 1965 | Jean Stablinski   | Guido Reybrouck        | Edward Sels           |
| 1966 | Anatole Novak     | Huub Harings           | Winfried Bölke        |
| 1967 | Jan Janssen       | Georges Van Coningsloo | Bernard Guyot         |
| 1968 | Michele Dancelli  | Marino Basso           | Felice Gimondi        |
| 1969 | Eddy Merckx       | Felice Gimondi         | Roger De Vlaeminck    |
| 1970 | Erik De Vlaeminck | Guido Reybrouck        | Giacinto Santambrogio |